# Encyclopædia Britannica (11ª edición)

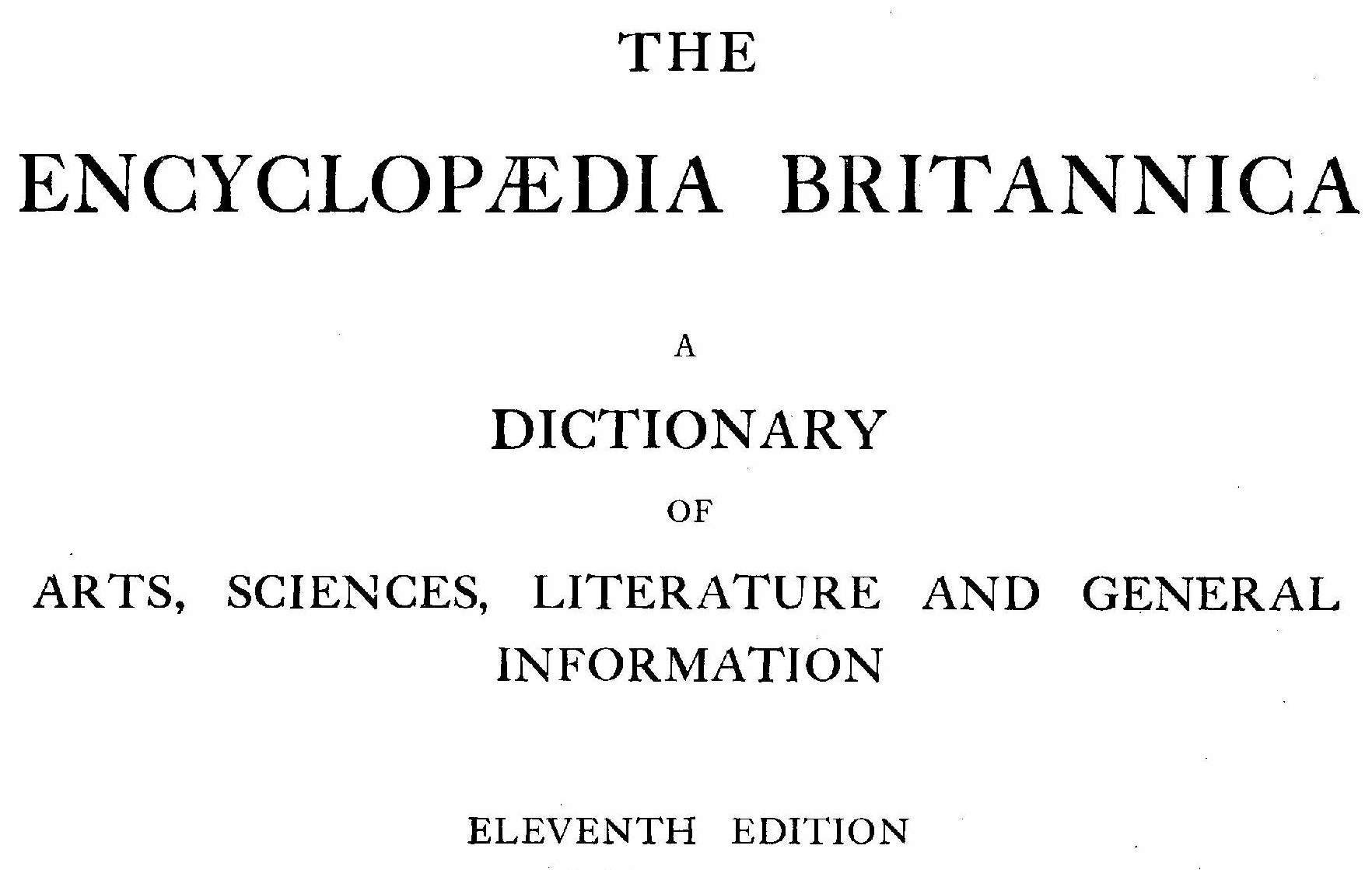
Portada de la Encyclopædia Britannica Eleventh Edition.

La undécima edición de la Encyclopædia Britannica (1910-1911) es la edición más famosa de la Enciclopedia Británica. Algunos de sus artículos fueron escritos por los mejores eruditos conocidos de la época. Estos artículos son de gran valor e interés para los modernos eruditos debido a su función medidora del conocimiento a principios del siglo XX. La 11.ª versión ya no presenta restricciones por derecho de autor y está disponible en línea, ambos en su texto original, y hay partes que se han incorporado en otras enciclopedias en línea y trabajos.

## Antecedentes

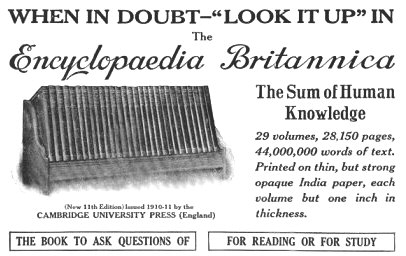
Publicidad de la Eleventh Edition Encyclopaedia Britannica de 1913.

La versión de 1911 fue ensamblada bajo el liderazgo del publicador estadounidense Horace Everett Hooper, y editada por Hugh Chisholm. Un 11 % de los contribuidores fueron estadounidenses, y se estableció una oficina en Nueva York para iniciar la sucursal.
En esta edición de 1911 las iniciales de cada colaborador aparecen al final de cada artículo (al final de cada sección en el caso de los más extensos, como el de China) y en cada volumen hay una clave para saber a quién corresponden dichas iniciales. Algunos artículos fueron redactados por los intelectuales más importantes de la época, como  Edmund Gosse, John B. Bury, Algernon Charles Swinburne, John Muir, Piotr Kropotkin, T. H. Huxley, G. K. Chesterton, Edmund Husserl y William Michael Rossetti. Entre los colaboradores menos conocidos en esa época estaban también algunos que más tarde se distinguieron enormemente en el campo del saber, como Ernest Rutherford y Bertrand Russell.
La edición undécima introdujo una serie de cambios al formato de la Britannica. El contenido de la enciclopedia se hizo así:
| Área             | Contenido |
| ---------------- | --------- |
| Geografía        | 29%       |
| Ciencia aplicada | 17%       |
| Historia         | 17%       |
| Literatura       | 11%       |
| Bellas Artes     | 9%        |
| Ciencia social   | 7%        |
| Psicología       | 1,7%      |
| Filosofía        | 0,8%      |

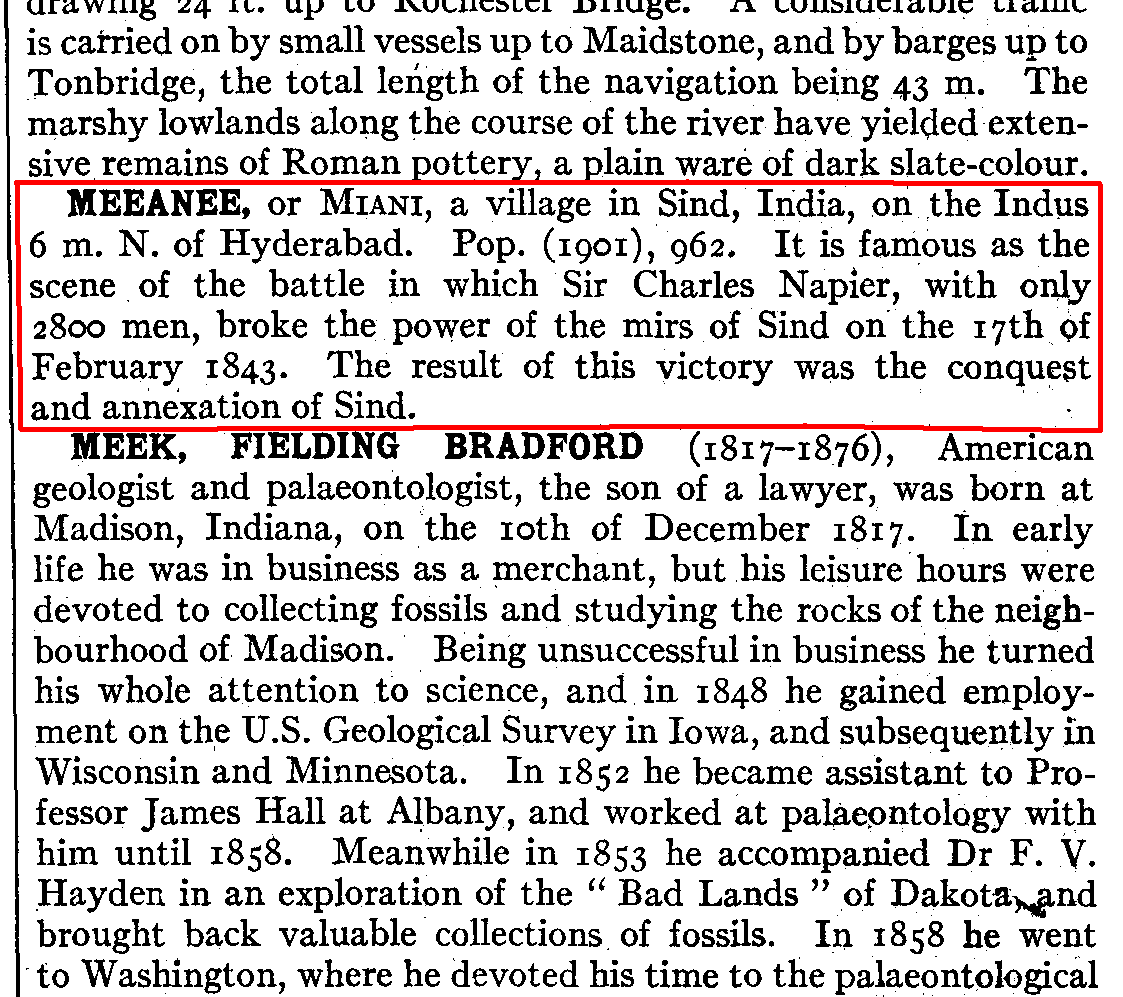
Esbozo de 6 líneas en la Britannica 1911.

La eleventh edition ha sido muy citada comúnmente como fuente, ya sea porque está en dominio público y porque se ha hecho disponible en Internet. La Encyclopædia Britannica de 1911 se ha usado en muchos proyectos modernos, como Wikipedia y la Enciclopedia Gutenberg.

## Enciclopedia Gutenberg
El Proyecto Enciclopedia Gutenberg es actualmente la versión once de Encyclopædia Britannica, renombrada por asuntos (aviso legal, la página dice Web site copyright © 2003-2006 Project Gutenberg Literary Archive Foundation — All Rights Reserved. (en español: Copyright del sitio web © 2003-2006 Fundación de Archivos Literarios Proyecto Gutenberg — Todos los derechos reservados.), pero la Britannica de 1911 está en el dominio público). 
| Sección        | De                 |   | Hasta      | Enlaces |
| -------------- | ------------------ | - | ---------- | ------- |
| Volumen 1:     | A                  | – | Androphagi |         |
| Volumen 2.1.1: | Andros, Sir Edmund | – | Anise      |         |
| Volumen 4.3:   | Bréquigny          | – | Bulgaria   |         |
| Volumen 4.4:   | Bulgaria           | – | Calgary    |         |

## Críticas
La edición de 1911 ya no está restringida por el derecho de autor y, por lo tanto, está disponible en varias formas más modernas. Aunque alguna vez pudo haber sido una descripción confiable del consenso de su tiempo, muchos lectores modernos encuentran fallas en la Enciclopedia por varios errores mayores, comentarios racistas y etnocéntricos y otros asuntos:
Las opiniones contemporáneas de raza y etnia están incluidas en los artículos de la Enciclopedia. Por ejemplo, la entrada para "Negro" dice: "Mentalmente el negro es inferior al blanco..... la detención o incluso el deterioro del desarrollo mental [después de la adolescencia] se debe sin duda en gran medida al hecho de que después de la pubertad las cuestiones sexuales ocupan el primer lugar en la vida y los pensamientos del negro"  El artículo sobre la guerra de Independencia de Estados Unidos atribuye el éxito de los Estados Unidos en parte a "una población principalmente de buena sangre e instintos ingleses".

### Recursos libres
- Páginas completas en formato tiff, en la página de Tim Starling en Wikisource (en inglés). Probablemente requiera el plug-in de AlternaTiff. En particular, véase: 
  - el Volumen 1 (en inglés)
- Proyecto Gutenberg Volumen I
- Proyecto Gutenberg Volumen II
- Edición de 1911 en Wikisource; texto incompleto (en inglés)

### Artículos sobre laEncyclopædia Britannica Eleventh Edition
- 'Information ... Slightly Coloured by Prejudice', por Lawrence Biemiller, The Chronicle of Higher Education, Notas de Academe, Volumen 52, Página A40. (Accesible por última vez el 25 de septiembre de 2006). (en inglés)
- "Music and art in the 1911 Encyclopædia Britannica", por Charles T. Downey (Ionarts, 25 de agosto de 2006) (en inglés)

- Datos: Q867541
- Multimedia: 1911 Encyclopædia Britannica / Q867541